# Іноземець
Інозе́мець, чужозе́мець, чужи́нець  — громадянин, підданий іншої держави, країни. Дослівно — «особа з інших земель».

## Поняття
Поняття особи іноземця  розглядається у двох аспектах — соціальному та правовому. Дослідження та розуміння сутності правового та соціального статусу іноземців дозволяє з'ясувати їх місце та роль у суспільстві та державі як її членів і пояснює особливості їхнього правового статусу й зв'язок з громадянством іншої держави, зміст та особливості їхнього права на працю за чинним національним та міжнародним законодавством, правові засоби дотримання та забезпечення цього права.

## Дослідники
Питання правового та соціального статусу в юридичні науці досліджували такі вчені як, М. В. Вітрук, Л. Д. Воєводін, В. М. Горшенєв, М. І.  Іншин, Т. Н. Кирилова, С. В. Константінов, В. І. Лісовський, М. Г. Матузов, О. Ф. Скакун.

## Соціальна сутність
Таким чином, розглядаючи іноземця у соціальному аспекті, перш за все слід пам'ятати, що це людина з її невід'ємними правами, свободами та обов'язками. У характеристиці соціальної сутності людини принципово важливим є розуміння її як громадянина, тобто особи, яка має певну сукупність характерних ознак — правову приналежність до тієї або іншої держави, підпадає під дію її законів, інших нормативно-правових актів і узгоджує свою поведінку з правовими установками цієї держави. Основа правового статусу людини створюється правовідношення громадянства.

## Правовий статус
Правовий статус особи у суспільстві визначається, перш за все, сукупністю наданих їй та закріплених законом прав і обов'язків та необхідністю нести відповідальність за їх порушення, а також правовим
механізмом їх забезпечення та захисту.
Правовий статус (положення) особистості у правовій демократичній та соціальній державі повинен:
1. відповідати між народноправовим стандартам (нормам) про права та свободи;
2. характеризуватися повнотою обсягу прав та свобод, тобто саме у правовому статусі особистості повинні бути присутні політичні, соціально-економічні, культурні, особисті права;
3. передбачати рівність прав, свобод та обов'язків, адже при рівності прав та нерівності обов'язків правова рівність зникає;
4. встановлювати гарантії прав та свобод для забезпечення їх реальності, фактичного здійснення;
5. не допускати та виключати використання прав та свобод, що суперечать інтересам суспільства та держави.

Наразі з загальним правовим статусом існують різновиди спеціального правового статусу як сукупності спеціальних, додаткових прав та обов'язків, що засновані на спеціальному законодавстві та визначають соціальний та правовий стан окремих категорій громадян.

## Правовий статус іноземців в Україні
Іноземці та особи без громадянства, які перебувають в Україні на законних підставах, користуються тими самими правами і свободами, а також несуть такі самі обов'язки, як і громадяни України, за винятками, встановленими Конституцією, законами чи міжнародними договорами України.
Іноземці та особи без громадянства, які перебувають під юрисдикцією України, незалежно від законності їх перебування, мають право на визнання їх правосуб'єктності та основних прав і свобод людини.
Іноземці та особи без громадянства зобов'язані неухильно додержуватися Конституції та законів України, інших нормативно-правових актів, не посягати на права і свободи, честь і гідність інших людей, інтереси суспільства та держави.
Основні права, свободи та обов'язки іноземних громадян і осіб без громадянства, які проживають або тимчасово мешкають в Україні визначається Законом України «Про правовий статус іноземців та осіб без громадянства» (№ 3773-VI 2011), Законом України «Про біженців та осіб, які потребують додаткового або тимчасового захисту» (№ 3671-VI 2011), Законом України "Про імміграцію" (№ 2491-III 2001) та в інших актах законодавства України.
Іноземці не користуються в Україні більшістю політичних прав (не можуть об'єднуватися в політичні партії; не беруть участі в управлінні державними справами; не мають виборчих прав; не можуть брати участі у референдумах; не мають права рівного доступу до державної служби; на них не розповсюджується обов'язок відбувати військову службу тощо), мають менший порівняно з громадянами України обсяг економічних, соціальних та культурних прав (не мають права користуватися об'єктами права державної та комунальної власності, права на захист від незаконного звільнення, права на соціальний захист, права безоплатно здобути вищу освіту тощо);

## Підстави для перебування іноземців на території України
Закон передбачає 21 підставу для перебування іноземців та осіб без громадянства на території України:
1. Іноземці та особи без громадянства можуть відповідно до Закону України "Про імміграцію" іммігрувати в Україну на постійне проживання.
2. Іноземці та особи без громадянства, яких визнано біженцями в Україні або яким надано притулок в Україні. Постійне проживання на території України біженців підтверджується посвідченням біженця.
3. Іноземці та особи без громадянства, яких визнано особами, що потребують додаткового захисту, або яким надано тимчасовий захист в Україні. Тимчасове проживання на території України таких іноземців та осіб без громадянства підтверджується посвідченням особи, яка потребує додаткового захисту в Україні, або посвідченням особи, якій надано тимчасовий захист в Україні.
4. Іноземці та особи без громадянства, які відповідно до закону прибули в Україну для працевлаштування та отримали посвідку на тимчасове проживання, вважаються такими, які на законних підставах перебувають на території України на період роботи в Україні.
5. Іноземці та особи без громадянства, які прибули в Україну для участі у реалізації проєктів міжнародної технічної допомоги, зареєстрованих у встановленому порядку, та отримали посвідку на тимчасове проживання, вважаються такими, які на законних підставах перебувають на території України на період роботи в Україні.
6. Іноземці та особи без громадянства, які прибули в Україну з метою проповідування релігійних віровчень, виконання релігійних обрядів чи іншої канонічної діяльності за запрошенням релігійних організацій та погодженням з державним органом, який здійснив реєстрацію відповідної релігійної організації, та отримали посвідку на тимчасове проживання, вважаються такими, які на законних підставах перебувають на території України на період діяльності в Україні.
7. Іноземці та особи без громадянства, які прибули в Україну для участі у діяльності філій, відділень, представництв та інших структурних осередків громадських (неурядових) організацій іноземних держав, зареєстрованих у встановленому порядку, та отримали посвідку на тимчасове проживання, вважаються такими, які на законних підставах перебувають на території України на період діяльності в Україні.
8. Іноземці та особи без громадянства, які прибули в Україну для роботи у представництвах іноземних суб'єктів господарювання в Україні, зареєстрованих у встановленому порядку, та отримали посвідку на тимчасове проживання, вважаються такими, які на законних підставах перебувають на території України на період роботи в Україні.
9. Іноземці та особи без громадянства, які прибули в Україну для роботи у філіях або представництвах іноземних банків, зареєстрованих у встановленому порядку, та отримали посвідку на тимчасове проживання, вважаються такими, які на законних підставах перебувають на території України на період роботи в Україні.
10. Іноземці та особи без громадянства, які прибули в Україну для провадження культурної, наукової, освітньої діяльності на підставах і в порядку, встановлених міжнародними договорами України або спеціальними програмами, а також іноземці та особи без громадянства, які прибули в Україну з метою участі в міжнародних та регіональних волонтерських програмах чи участі в діяльності організацій та установ, що залучають до своєї діяльності волонтерів відповідно до Закону України "Про волонтерську діяльність", інформація про які розміщена на офіційному вебсайті центрального органу виконавчої влади, що реалізує державну політику у сфері волонтерської діяльності, отримали посвідку на тимчасове проживання та здійснюють волонтерську діяльність на базі зазначених організацій та установ, вважаються такими, які на законних підставах перебувають на території України на період провадження такої діяльності.
11. Іноземці та особи без громадянства, які прибули в Україну для роботи кореспондентом або представником іноземних засобів масової інформації та отримали посвідку на тимчасове проживання, вважаються такими, які на законних підставах перебувають на території України на період роботи в Україні.
12. Іноземці та особи без громадянства, які є засновниками та/або учасниками, та/або бенефіціарними власниками (контролерами) юридичної особи, зареєстрованої в Україні, та прибули в Україну з метою контролю за діяльністю таких юридичних осіб і отримали посвідку на тимчасове проживання, вважаються такими, які на законних підставах перебувають на території України на період дії посвідки.
Підставою для видачі посвідки на тимчасове проживання у випадку, передбаченому цією частиною, є наступне:
1) іноземець та особа без громадянства є засновником та/або учасником, та/або бенефіціарним власником (контролером) юридичної особи, дані про яку внесені до Єдиного державного реєстру юридичних осіб, фізичних осіб - підприємців та громадських формувань;
2) розмір частки власності іноземця або особи без громадянства, або іноземної юридичної особи, бенефіціаром (контролером) якої він є, у статутному капіталі української юридичної особи становить не менше 100 тисяч євро за офіційним валютним курсом, встановленим Національним банком України на дату внесення іноземної інвестиції.
13. Іноземці та особи без громадянства, які прибули в Україну з метою навчання та отримали посвідку на тимчасове проживання, вважаються такими, які на законних підставах перебувають на території України на період навчання.
14. Іноземці та особи без громадянства, які прибули в Україну з метою возз'єднання сім'ї з особами, які є громадянами України, або під час перебування на законних підставах на території України у випадках, зазначених у пп. 3 - 11, уклали шлюб з громадянами України та отримали посвідку на тимчасове проживання, вважаються такими, які на законних підставах перебувають на території України на період до отримання дозволу на імміграцію.
15. Іноземці та особи без громадянства, які прибули в Україну з метою возз'єднання сім'ї з особами, зазначеними у пп. 2 -13, та отримали посвідку на тимчасове проживання, вважаються такими, які на законних підставах перебувають на території України, на період, зазначений в пп. 2- 13.
16. Іноземці та особи без громадянства, які в'їхали в Україну на інших законних підставах, вважаються такими, які тимчасово перебувають на території України на законних підставах на період наданого візою дозволу на в'їзд або на період, встановлений законодавством чи міжнародним договором України.
17. Іноземці та особи без громадянства, які до прийняття рішення про припинення громадянства України постійно проживали на території України і після прийняття рішення про припинення громадянства України залишилися постійно проживати на її території, вважаються такими, які постійно проживають в Україні.
18. Особи, звільнені з пунктів тимчасового перебування іноземців та осіб без громадянства, які незаконно перебувають в Україні, на підставі рішення суду про скасування рішення про їх затримання або примусове видворення за межі України, або яких до завершення граничного строку перебування у таких пунктах не було примусово видворено за межі України з причин відсутності проїзного документа, транспортного сполучення з країною їхнього походження або з інших причин, незалежних від таких осіб, визнаються такими, які на законних підставах тимчасово перебувають в Україні на період дії обставин, що унеможливлюють їх примусове видворення за межі України.
19. Іноземці та особи без громадянства, які в установленому порядку уклали контракт про проходження військової служби у Збройних Силах України, вважаються такими, які на законних підставах тимчасово проживають на території України на період дії контракту про проходження військової служби у Збройних Силах України. Тимчасове проживання на території України таких іноземців та осіб без громадянства підтверджується військовим квитком рядового, сержантського і старшинського складу.
20. Іноземці та особи без громадянства, які надавали інструкторську (стрілецьку, тактичну, медичну, радіотехнічну, вибухотехнічну та іншу) допомогу підрозділам Збройних Сил України, інших утворених відповідно до законів України військових формувань, правоохоронних органів спеціального призначення, Міністерства внутрішніх справ України, залученим до проведення антитерористичної операції, перебуваючи безпосередньо у районах її проведення, та/або залученим до здійснення заходів із забезпечення національної безпеки і оборони, відсічі і стримування збройної агресії Російської Федерації у Донецькій та Луганській областях, перебуваючи безпосередньо у районах їх проведення, або добровольчим формуванням, що були утворені або самоорганізувалися для захисту незалежності, суверенітету та територіальної цілісності України та спільно з вищезазначеними підрозділами брали безпосередню участь в антитерористичній операції, забезпеченні її проведення, перебуваючи безпосередньо в районах антитерористичної операції у період її проведення, а також які брали участь у виконанні бойових або службових завдань антитерористичної операції та/або заходів із забезпечення національної безпеки і оборони, відсічі і стримування збройної агресії Російської Федерації у Донецькій та Луганській областях спільно із вищезазначеними підрозділами та добровольчими формуваннями та отримали посвідку на тимчасове проживання, вважаються такими, які перебувають на території України на законних підставах, у тому числі у випадках, якщо термін дії паспортного документа закінчився або він підлягає обміну, на час до завершення тимчасової окупації Російською Федерацією території України у значенні Закону України "Про особливості державної політики із забезпечення державного суверенітету України на тимчасово окупованих територіях у Донецькій та Луганській областях.
21. Іноземці або особи без громадянства, зазначені у п.20, на дату звернення за оформленням посвідки на тимчасове проживання та до дня її отримання вважаються такими, які перебувають на території України на законних підставах.

## Виноски
1. ↑  Чужоземець // Словник української мови : в 11 т. — Київ : Наукова думка, 1970—1980.
2. ↑  Чужинець // Словник української мови : в 11 т. — Київ : Наукова думка, 1970—1980.
3. ↑  Олена Кучер. Статус іноземців в Україні // Київський студентський журнал міжнародного права. - 2007. - №10. - С.67
4. ↑  Горбань О.П. Правовий та соціальний статус іноземця та особи без громадянства // Форум права. - 2001. - №1. - С.26
5. ↑  Закон України «Про правовий статус іноземців та осіб без громадянства» від 22.09.2011 № 3773-VI
6. ↑  Закон України «Про біженців та осіб, які потребують додаткового або тимчасового захисту» від 08.07.2011 № 3671-VI
7. ↑  Закон України «Про імміграцію» від 07.06.2001 № 2491-III